# Бадеса (Беневенто)
Бадеса је насеље у Италији у округу Беневенто, региону Кампанија.
Према процени из 2011. у насељу је живело 16 становника. Насеље се налази на надморској висини од 207 м.